# Aglaophenia latirostris
Aglaophenia latirostris är en nässeldjursart som beskrevs av Nutting 1900. Aglaophenia latirostris ingår i släktet Aglaophenia och familjen Aglaopheniidae. Inga underarter finns listade i Catalogue of Life.